# PCHA 1923–24

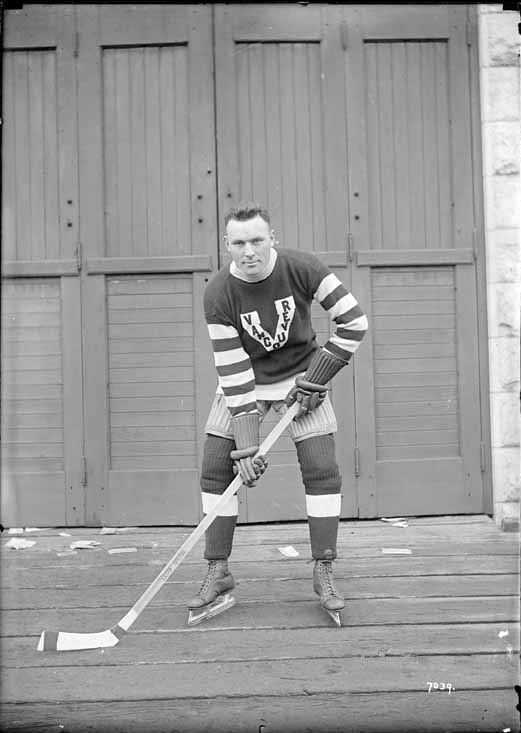
Backen Art Duncan gjorde flest mål och poäng av alla spelare i PCHA säsongen 1923–24.

PCHA 1923–24 var den trettonde och sista säsongen av den professionella ishockeyligan Pacific Coast Hockey Association och spelades mellan 26 november 1923 och 25 februari 1924.

## Grundserie
Pacific Coast Hockey Association säsongen 1923–24 inbegrep tre lag i Victoria Cougars, Vancouver Maroons och Seattle Metropolitans. Lagen spelade 30 matcher var, inkluderat åtta matcher var mot de fyra lagen från Western Canada Hockey League; Edmonton Eskimos, Calgary Tigers, Regina Capitals och Saskatoon Crescents. PCHA:s poängliga vanns av Vancouver Maroons försvarsspelare Art Duncan som gjorde 21 mål och 10 assists för totalt 31 poäng på 30 matcher.
Seattle Metropolitans vann grundserien med 28 inspelade poäng, en poäng före andraplacerade Vancouver Maroons, men förlorade mot Maroons i ligaslutspelets dubbelmöte med den sammanlagda målskillnaden 4-3. Vancouver Maroons mötte därefter mästarna från WCHL Calgary Tigers i en serie i bäst av tre matcher för en direktplats till Stanley Cup-finalen. Maroons vann första matchen med 3-1 men förlorade de två nästföljande matcherna med 3-6 och 1-3 och såg Calgary Tigers avancera till Stanley Cup-final. Vancouver Maroons spelade därefter mot Montreal Canadiens från NHL för en andra chans att ta sig till Stanley Cup-finalen men förlorade i två raka matcher med siffrorna 2-3 och 1-2.
Efter säsongen 1923–24 avvecklades Pacific Coast Hockey Association. Två av lagen, Victoria Cougars och Vancouver Maroons, togs upp av Western Canada Hockey League medan Seattle Metropolitans verksamhet lades ner.

### Tabell
M = Matcher, V = Vinster, F = Förluster, O = Oavgjorda, GM = Gjorda mål, IM = Insläppta mål, P = Poäng
|                       | M  | V  | F  | O | GM | IM  | P  |
| --------------------- | -- | -- | -- | - | -- | --- | -- |
| Seattle Metropolitans | 30 | 14 | 16 | 0 | 84 | 99  | 28 |
| Vancouver Maroons     | 30 | 13 | 16 | 1 | 87 | 80  | 27 |
| Victoria Cougars      | 30 | 11 | 18 | 1 | 78 | 103 | 23 |

Lagen i Pacific Coast Hockey Association spelade åtta matcher var mot lagen från Western Canada Hockey League.

### Målvaktsstatistik
M = Matcher, V = Vinster, F = Förluster, O = Oavgjorda, SM = Spelade minuter, IM = Insläppta mål, N = Hållna nollor, GIM = Genomsnitt insläppta mål per match
|                     | Lag       | M  | V  | F  | O | SM   | IM  | N | GIM  |
| ------------------- | --------- | -- | -- | -- | - | ---- | --- | - | ---- |
| Hughie Lehman       | Vancouver | 30 | 13 | 16 | 1 | 1842 | 80  | 1 | 2.61 |
| Harry Holmes        | Seattle   | 30 | 14 | 16 | 0 | 1817 | 99  | 2 | 3.27 |
| Norman "Hec" Fowler | Victoria  | 30 | 11 | 18 | 1 | 1863 | 103 | 0 | 3.32 |

### Poängligan
|                     | Lag       | Matcher | Mål | Assists | Poäng |
| ------------------- | --------- | ------- | --- | ------- | ----- |
| Art Duncan          | Vancouver | 30      | 21  | 10      | 31    |
| Frank Fredrickson   | Victoria  | 30      | 19  | 8       | 27    |
| Mickey MacKay       | Vancouver | 28      | 21  | 4       | 25    |
| Jack Walker         | Seattle   | 29      | 18  | 5       | 23    |
| Frank Foyston       | Seattle   | 30      | 17  | 6       | 23    |
| Frank Boucher       | Vancouver | 28      | 15  | 5       | 20    |
| Fred Harris         | Seattle   | 30      | 8   | 10      | 18    |
| Gord Fraser         | Seattle   | 30      | 14  | 3       | 17    |
| Clem Loughlin       | Victoria  | 30      | 10  | 7       | 17    |
| Harold "Gizzy" Hart | Victoria  | 29      | 15  | 1       | 16    |